# Franc Rojec (pesnik)
Franc Rojec - Franjo, slovenski višji carinski uradnik in pesnik, * 6. september 1914, Peč, Avstro-Ogrska, † 6. september 1994, Gorica, Italija.

## Življenje in delo
Rodil se je v družini Franca in Marije Rojec rojene Petejan na Peči pri Sovodnjah. Po začetku 1. svetovne vojne je družina odšla v begunstvo v Mozirje, kjer je mali Franc preživel prva otroška leta. Iz begunstva so se vrnili, ko je imel Franc pet let. Ljudsko šolo je obiskoval v Sovodnjah in malem semenišču v Gorici, ter se nato vpisal na trgovsko šolo v Gorici, nadaljeval in končal je šolanje z nazivom računovodje v Adis Abebi, kamor se je leta 1936 izselil. V Adis Abebi se je zaposlil kot državni uradnik. A kmalu je bil vpoklican v italijansko vojsko ter se nato udeležil italijanskih osvajalnih pohodov v Afriki. Leta 1942 so ga ujeli Angleži in odpeljali v Nairobi kjer je v taborišču za vojne ujetnike dočakal konec vojne. Po enajstih letih bivanja v Afriki se je vrnil domov in se zaposlil na računskem oddelku finanšnega urada (Ital. Intendenza di finanza). Po opravljenih dodatnem šolanju in izpitih v Rimu se je zaposlil v carinski upravi. Kot carinski inšpektor je služboval do upokojitve 1972.
Ob delu v službi se je posvečal tudi drugim dejavnostim. Od 1956 je bil član in od 1965 predsednik nadzornega odbora Kmečko-delavske hranilnice in posojilnice v Sovodnjah, katere soustanovitelj leta 1908 je bil njegov oče, ki je skrbela za gospodarski in kulturni razvoj vasi. Leta 1970 je bil imenovan za državnega komisarja v upravi sveta Državnega poklicnega zavoda Ivan Cankar v Gorici. V prostem času pa je zelo rad preučeval lokalno zgodovino. Od upokojitve dalje pa se je ukvarjal tudi s pisanjem pesmi in zbiranjem narodnega blaga, zlasti sovodenjskih narečnih izrazov. V dveh desetletjih je napisal več sto pesmi z različno vsebino. Rad je opeval goriške kraje, reki Sočo in Vipavo, kraško naravo in dogodke povezane z življenjem v Afriki. Nekatere njegove pesmi so uglasbili Stanko Jericijo, Ignacij Ota in Marinka Lasič.